# Aorta toracica
L'aorta toracica rappresenta la porzione prossimale dell'aorta discendente. Attraversa il torace decorrendo lungo il mediastino posteriore; fa seguito all'arco aortico a livello del margine sinistro inferiore della 4ª vertebra toracica e si continua nell'aorta addominale a livello della 12ª vertebra toracica (orifizio aortico del diaframma).

## Anatomia
L'aorta toracica contrae rapporti con le strutture mediastiniche e toraciche. Posteriormente è in contatto con la vena emiazigos e la colonna vertebrale. A destra, nella sua porzione superiore, entra in contatto con la parete sinistra dell'esofago. Quest'ultimo, con un andamento sigmoideo, scavalca l'aorta toracica portandosi al suo davanti nelle porzioni inferiori. Nella porzione antero-superiore è in contatto con il peduncolo polmonare sinistro e con il pericardio che ricopre l'atrio sinistro. A sinistra entra in rapporto con la pleura mediastinica che ricopre il polmone di sinistra, sul quale lascia un'impronta. Attraversa l'orifizio aortico del diaframma affiancandosi al dotto toracico.

## Rami principali
I rami che originano dall'aorta toracica vengono comunemente divisi in rami parietali e in rami viscerali. Mentre i rami parietali irrorano le strutture muscolo-scheletriche del torace, i rami viscerali irrorano gli organi e le strutture tissutali contenute nel torace.

### Rami parietali
I rami parietali sono:
- Arterie intercostali posteriori: nascono dalla faccia posteriore dell'aorta toracica e irrorano gli spazi intercostali dal 3º all'11º.
- Arterie freniche superiori: decorrono lungo la porzione posteriore della faccia superiore del diaframma.

### Rami viscerali
I rami viscerali sono:
- Arterie bronchiali: sono i vasi che portano il sangue arterioso alle strutture polmonari. Benché la variabilità interindividuale sia molto frequente, di solito si riscontrano 2 arterie bronchiali di sinistra e un'arteria bronchiale di destra.
- Arterie esofagee: in numero variabile di 4 o 5, si distribuiscono lungo la superficie della porzione toracica dell'esofago anastomizzandosi superiormente con i rami esofagei che si originano dall'arteria tiroidea inferiore e inferiormente con i rami esofagei dell'arteria gastrica sinistra e delle arterie freniche superiori.
- Arterie pericardiche: sono sottili diramazioni distribuite lungo la superficie pericardica posteriore
- Arterie mediastiniche: sono numerosi rami di piccolo calibro che irrorano i linfonodi e le strutture areolari del mediastino.